# 万发镇 (梨树县)
万发镇，是中华人民共和国吉林省四平市梨树县下辖的一个乡镇级行政单位。

## 行政区划
万发镇下辖以下地区：
永发社区、长胜村、东万发村、关家岗子村、贾杂铺村、李家店村、刘家岗子村、吕家岗子村、孙家店村、西万发村、幸福村、朱家村、闫家堡子村、北太平村、毕家堡子村、李家村、龙母庙村、牟家村、南太平村、前梁家村、青松村、宋家围子村、田家洼子村、榆树村和张家屯村。